# SEAT Fórmula
El SEAT Fórmula es un prototipo de automóvil deportivo del fabricante español SEAT, presentado en el Salón del Automóvil de Ginebra de 1999. Es un descapotable biplaza de dos puertas que tiene una carrocería de fibra de carbono, chasis tubular de aluminio y suspensiones de paralelogramo deformable. 
El diseño Roadster de este coche deportivo es similar al del Lotus Elise y el del Renault Spider, pero en su desarrollo también se buscó en todo momento la comodidad y el confort como si fuese un vehículo de producción, con una línea de tipo competición, destaca su silueta los pasos de ruedas traseros con branquias en sus laterales, llantas de 20 pulgadas (con 7,5 J x 20 "delante y 9 J x 20" trasera) con neumáticos traseros delanteros 205/45 R20 y 255/35 R20, su maletero de 100 litros de capacidad oculta un alerón que se desplega automáticamente, la apertura de sus puertas de tipo ala de gaviota y sobre todo la forma de su frontal picuda recrea la sensación de un monoplaza, de ahí que se bautizara al modelo como SEAT Formula, pues SEAT en los años 70 tenía unos monoplazas denominados SEAT Formula 1430, aunque en un principio se barajearon nombres con relación de bailes típicos de España como Rumba o Flamenco, ya que el año anterior SEAT había empezado a nombrar sus prototipos con este formato con el SEAT Bolero y posteriormente después del SEAT Formula aparecerían los concept SEAT Salsa y SEAT Tango.      
Su motor a gasolina es un cuatro cilindros de 2,0 litros de cilindrada con turbocompresor y 20 válvulas, asociado a una caja de cambios secuencial de seis velocidades. El motor del Fórmula desarrolla 240 CV de potencia, y puede acelerar de 0 a 100 km/h en un tiempo de 4,8 segundos y alcanzar los 235 km/h de velocidad máxima.

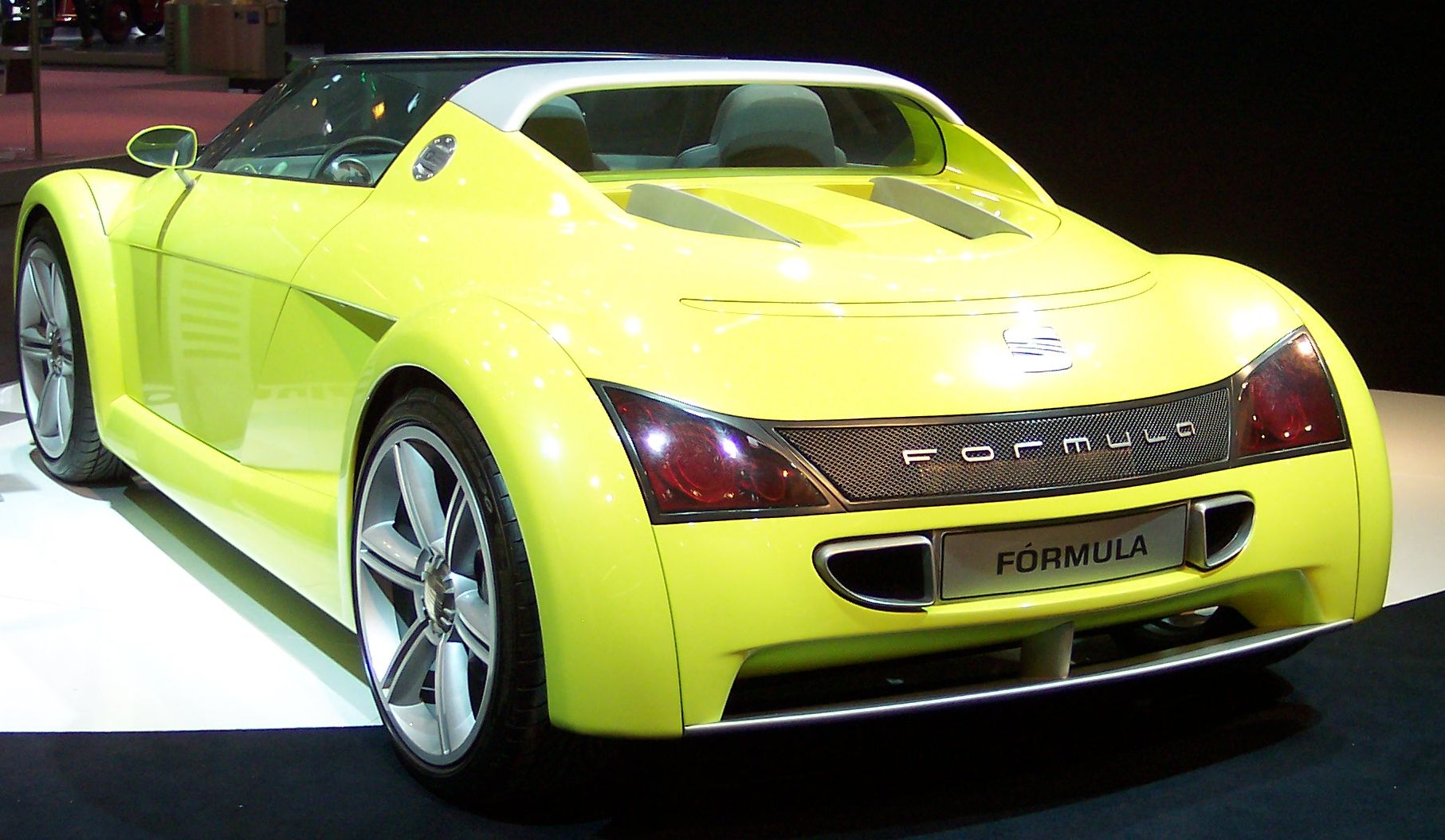
Vista posterior del SEAT Formula